# Fiskolja

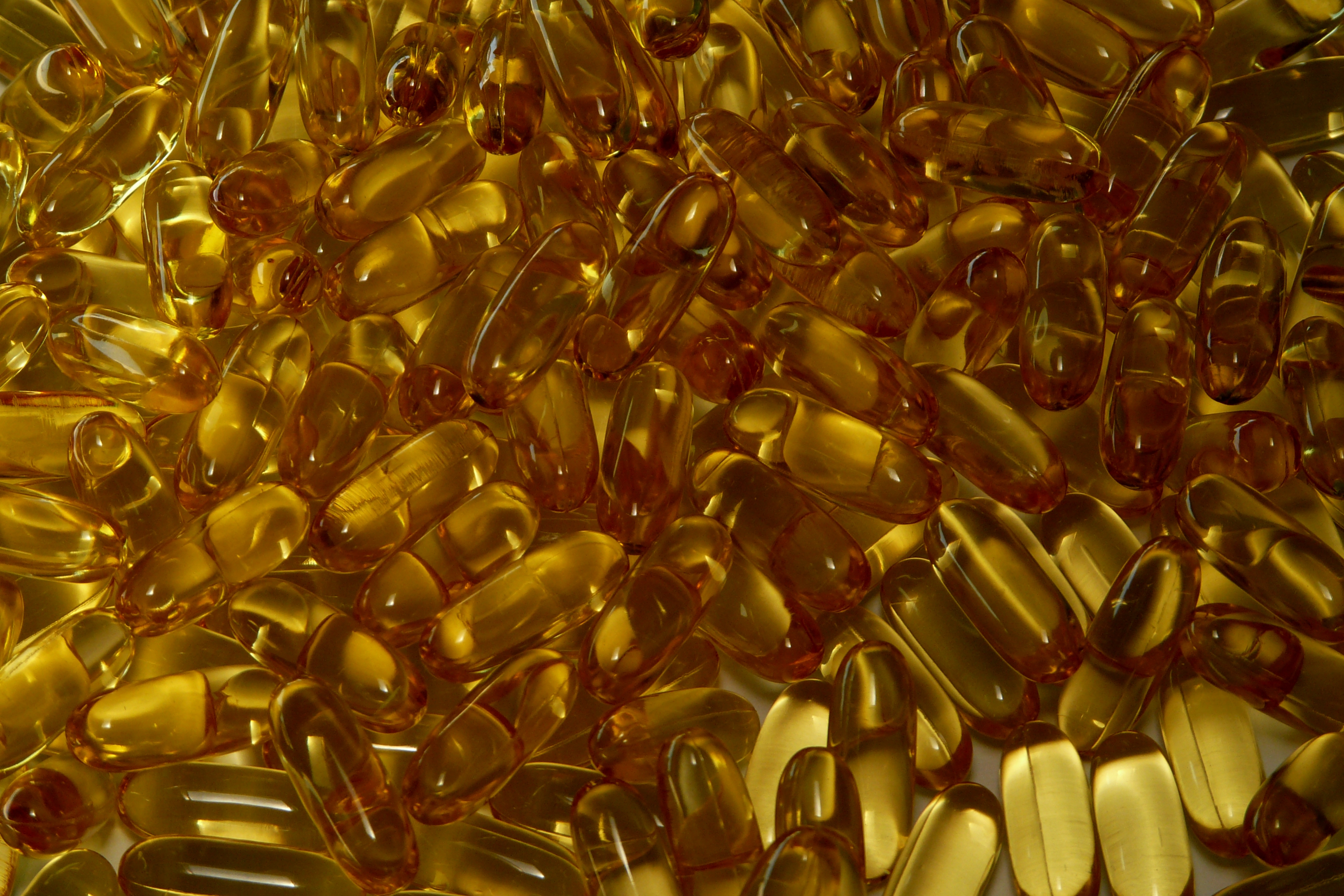
Kapslar med fiskolja.

Fiskolja  är en olja som utvinns ur fisk som sill, makrill, lodda, lax och sardiner genom kokning, pressning och centrifugering. 
Oljan innehåller] de omättade fettsyrorna eikosapentaensyra (EPA) och dokosahexaensyra (DHA) som är så kallade omega-3-fettsyror. Fiskolja, som ibland klassas som naturläkemedel, finns också i koncentrerad form i flaska eller i form av kapslar som man kan köpa på exempelvis apotek. Tillskott av omega-3-fettsyror, exempelvis i form av fiskolja, rekommenderas inte av Livsmedelsverket, de rekommenderar att man ska istället konsumera en varierad kost med fisk två till tre gånger i veckan. 
Fiskolja började säljas som kosttillskott på 1970-talet, och på 1980-talet kom fiskoljekoncentrat.
På slutet av 1800-talet uppfann den svenska ingenjören Martin Ekenberg en metod att raffinera fiskolja från strömming till maskinolja.

## Fiskolja inom fiskodling
Störst användningen av fiskolja sker inom fiskodling. För att föda upp ett kilogram lax fordras cirka två kilogram fiskfoder. För att tillverka ett kilogram fiskfoder fordras 1,5 kilogram vildfångad fisk. Tre kg vildfångad krävs därför för att producera ett kilogram odlad lax.[källa behövs]
Forskning pågår där man försöker hitta ett alternativ till fiskolja för just fiskodling. 